# Drew Gilpin Faust
Catharine Drew Gilpin Faust (18 de setembro de 1947, Nova Iorque) é uma historiadora, ex-administradora universitária e presidente da Universidade de Harvard. Faust foi a primeira mulher a assumir a presidência de Harvard e é a 28ª pessoa a ocupar o cargo. Ela foi a quinta mulher a presidir uma faculdade da Ivy League e ex-decana da Radcliffe Institute for Advanced Study. Faust também foi a primeira presidente de Harvard desde 1672 que não se formou em qualquer graduação na própria Harvard.